# دبليو. ك. هيكس
دبليو. ك. هيكس (بالإنجليزية: W. K. Hicks)‏ هو لاعب كرة قدم أمريكية أمريكي، ولد في 14 يوليو 1942 في تيكساركانا في الولايات المتحدة.

## وصلات خارجية
- دبليو. ك. هيكس على موقع مرجع كرة القدم المحترفة.كوم (الإنجليزية)